# Самохвалов, Николай Иванович
Никола́й Ива́нович Самохва́лов (1915, Российская империя — 1986, Краснодар, РСФСР) — советский учёный-филолог, литературовед, доктор филологических наук, основатель кафедры зарубежной литературы на филологическом факультете Краснодарского государственного педагогического института.

## Биография
Окончил филологический факультет Московского государственного педагогического института имени В. И. Ленина.
В 1952 году в Московском областном педагогическом институте имени Н. К. Крупской защитил диссертацию на соискание учёной степени кандидата филологических наук на тему о творчеству американского писателя Теодора Драйзера. После этого приехал в Краснодар, где начинает свою трудовую деятельность в местном педагогическом институте.
В Краснодарском педагогическом институте на филологическом факультете основал кафедру зарубежной литературы, которым руководил до смерти.
В 1964 году в Московском областном педагогическом институте имени Н. К. Крупской защитил докторскую диссертацию на тему посвящённую проблемам становления реализма в американской литературе.
Сфера научных интересов Самохвалова лежит в области истории литературы США, прежде всего, критического реализма XIX—XX веков.
По его инициативе при кафедре создается центр по изучению литературы США, открывается аспирантура по специальности «Литература США». При нём начинается издание межвузовского научного сборника «Американская литература. Проблемы романтизма и реализма» и «Литература США XIX—XX веков». Создал региональную школу литературной американистики при Краснодарском пединституте.
Подготовил нескольких кандидатов и докторов в области литературы США. Его ученики работали в вузах Краснодарского края, СССР и России.
Умер в 1986 году в Краснодаре.